# Musée Rodin
Musée Rodin ligt in het 7e arrondissement van Parijs, Frankrijk. Het museum, met bijbehorend beeldenpark, werd in 1919 geopend in het voormalige Hôtel Biron. Het museum toont het werk van de Franse beeldhouwer en schilder Auguste Rodin (1840-1917). Het museum maakt deel uit van de Réunion des musées nationaux et du Grand Palais des Champs-Élysées.

## Musée Rodin in Parijs
Het Musée Rodin is met het bijbehorende beeldenpark een van de trekpleisters op kunstgebied in Parijs. Het toont een overzicht van het werk van Frankrijks bekendste beeldhouwer. Een zaal van het museum is gewijd aan het werk van Camille Claudel.
Rodin zelf woonde vanaf 1908 in Hôtel Biron dat gebouwd werd tussen 1728 en 1730. Hij schonk geleidelijk aan zijn volledige kunstverzameling, bestaande uit beelden, schilderijen en grafisch werk aan de Franse staat. Hieronder waren onder andere schilderijen van Vincent van Gogh en Pierre-Auguste Renoir. Hij stelde maar een voorwaarde: het gebouw moest een museum worden waar zijn werken zouden worden tentoongesteld.

### Beeldenpark

Musée Rodin, Paris.

Het beeldenpark van Musée Rodin omvat een uitgebreide collectie werken van Rodin, waaronder:
- Orphée (1892)
- Eve (1890-1891)
- La Grande Ombre (1902-1904)
- Les Bourgeois de Calais (1937)
- Monument à Victor Hugo (1939)

## Musée Rodin in Meudon
Een afdeling van het museum is gevestigd in Meudon (niet ver van Parijs), daar worden de gipsmodellen van zijn beelden tentoongesteld. Tegenover de vestiging in Meudon bevindt zich het graf van Rodin en zijn echtgenote.

## Philadelphia
Er is ook een Rodin Museum in Philadelphia, Pennsylvania, Verenigde Staten. Bij de ingang staat een versie van het bekende beeld: Le Penseur.

## Fotogalerij

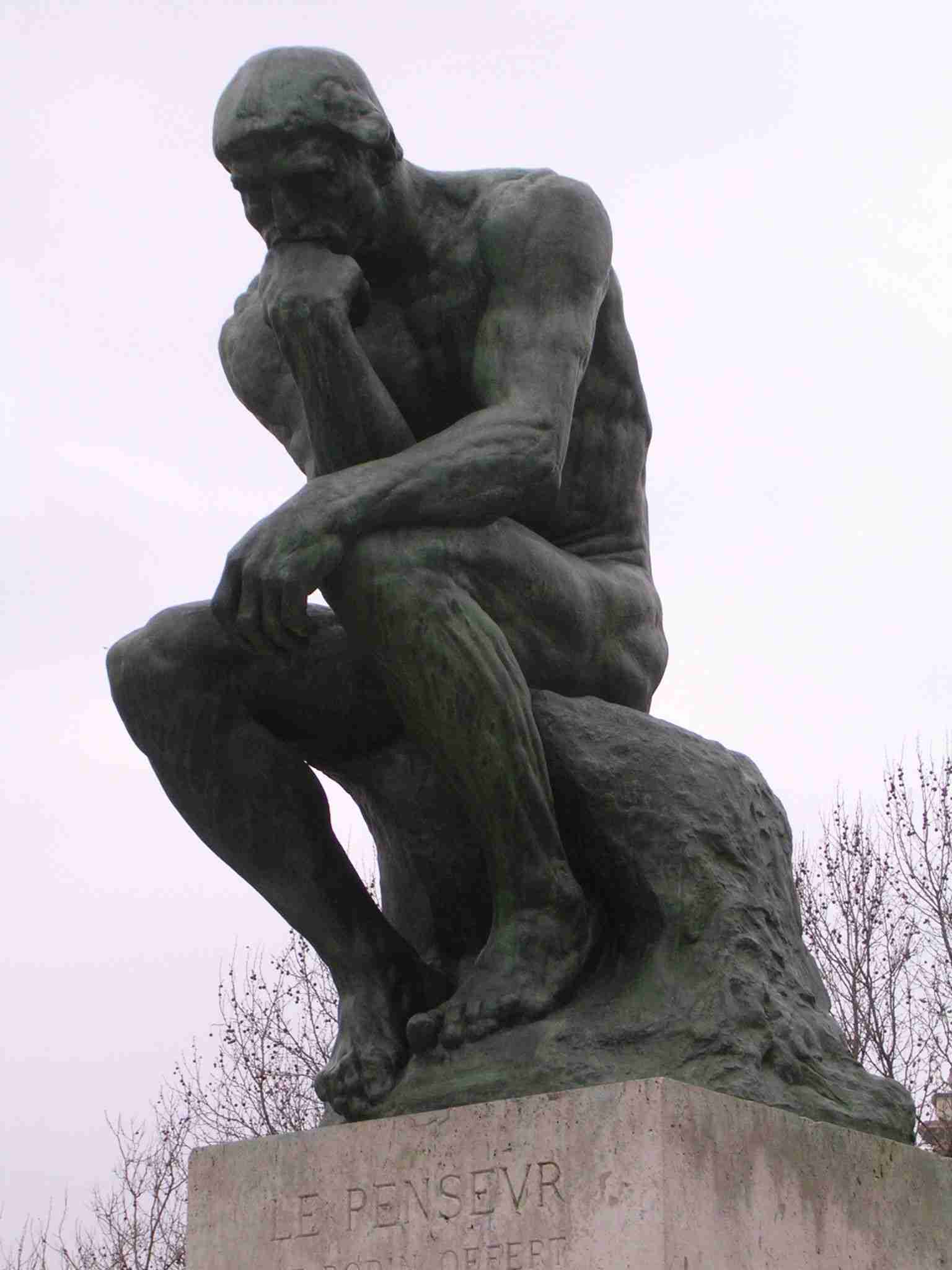
Le Penseur
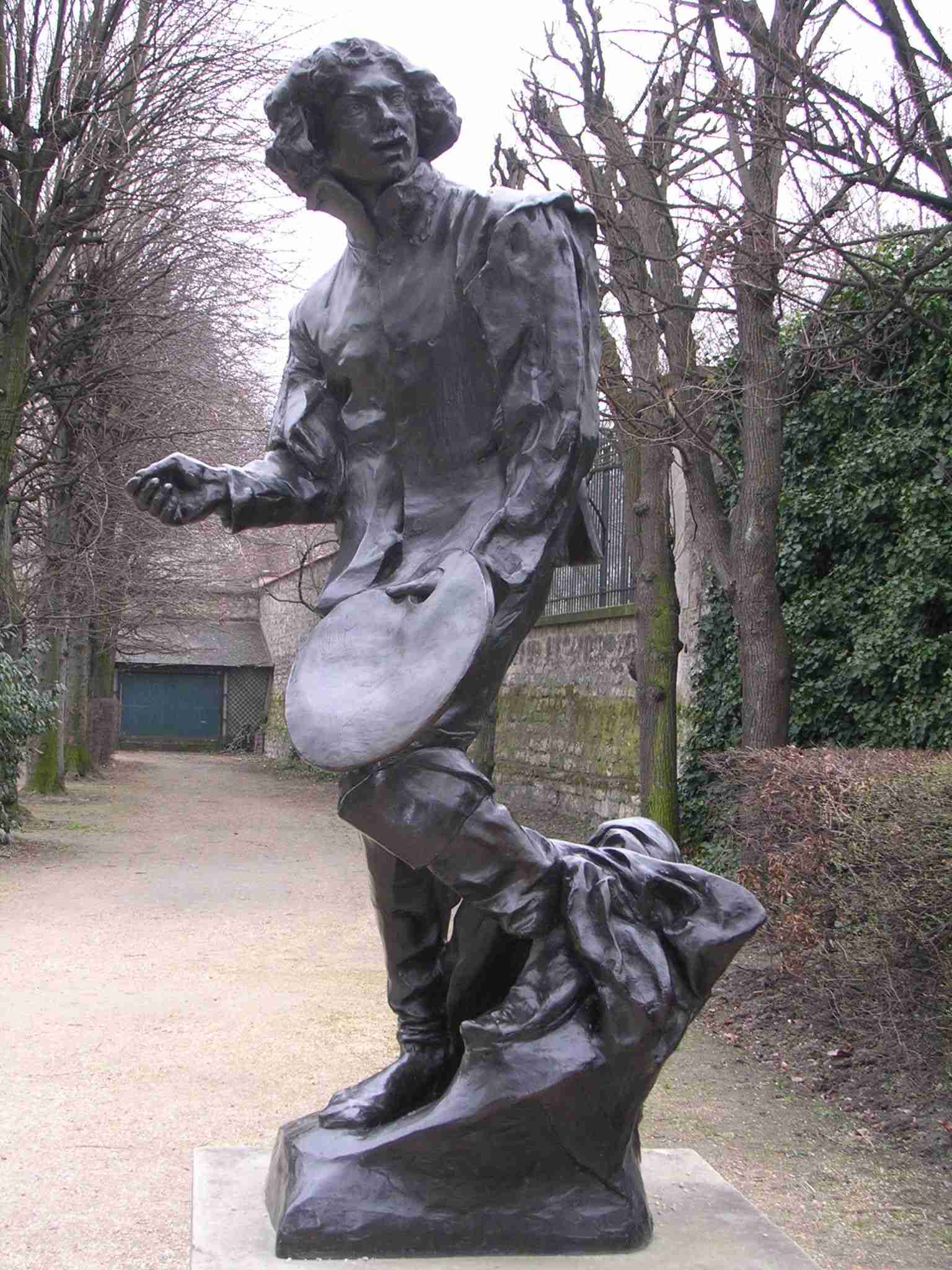
De schilder Claude Lorrain